# Podsavezna nogometna liga Mostar 1960./61.
Podsavezna nogometna liga Mostar, također i kao "Mostarska podsavezna liga" je bila liga četvrtog stupnja nogometnog prvenstva Jugoslavije u sezoni 1960./61. 
 Sudjelovalo je 6 klubova, a prvak je bio "GOŠK" iz Gabele. 

## Ljestvica
| mj. | klub              | ut. | pob. | ner. | por. | gol+ | gol- | bod |
| --- | ----------------- | --- | ---- | ---- | ---- | ---- | ---- | --- |
| 1.  | GOŠK Gabela       | 10  | 7    | 1    | 2    | 34   | 7    | 15  |
| 2.  | Neretvanac Opuzen | 10  | 7    | 1    | 2    | 48   | 14   | 15  |
| 3.  | Mladost Lištica   | 10  | 6    | 1    | 3    | 32   | 10   | 13  |
| 4.  | Metalac Trebinje  | 10  | 3    | 2    | 5    | 23   | 37   | 8   |
| 5.  | Turbina Jablanica | 10  | 3    | 1    | 6    | 20   | 39   | 7   |
| 6.  | Bekija Grude      | 10  | 1    | 0    | 9    | 8    | 58   | 2   |

- Lištica – tadašnji naziv za Široki Brijeg
- klub iz Hrvatske: "Neretvanac" Opuzen

## Rezultatska križaljka
| kratica | klub              | BEK | GOŠK | MET | MLA | NER | TUR |
| --- | ----------------- | --- | ---- | --- | --- | --- | --- |
| BEK | Bekija Grude      |     |      |     |     |     |     |
| GOŠK | GOŠK Gabela       |     |      |     |     |     |     |
| MET | Metalac Trebinje  |     |      |     |     |     |     |
| MLA | Mladost Lištica   |     |      |     |     |     |     |
| NER | Neretvanac Opuzen |     |      |     |     |     |     |
| TUR | Turbina Jablanica |     |      |     |     |     |     |
| |                   |     |      |     |     |     |     |
| podebljan rezultat - utakmice od 1. do 5. kola (1. utakmica između klubova) rezultat normalne debljine - utakmice od 6. do 10. kola (2. utakmica između klubova) rezultat nakošen - nije vidljiv redoslijed odigravanja međusobnih utakmica iz dostupnih izvora rezultat nakošen i smanjen * - iz dostupnih izvora nije uočljiv domaćin susreta prekrižen rezultat - poništena ili brisana utakmica p - utakmica prekinuta 3:0 p.f. / 0:3 p.f. - rezultat 3:0 bez borbe n.i. - nije igrano |                   |     |      |     |     |     |     |

 Izvori: 